# Marsdenichthys
Marsdenichthys is een geslacht van uitgestorven tetrapodomorfen uit het Devoon. Fossielen zijn gevonden op Mount Howitt in Victoria, Australië uit lagen van het Givetien-Frasnien. Mount Howitt is een belangrijke vindplaats die de bron is geweest van veel tetrapodomorfe fossielen, waaronder Beelarongia en Howittichthys, die beide voor het eerst werden beschreven vanuit de vindplaats.
Het geslacht werd aanvankelijk beschreven als een lid van de familie Eusthenopteridae (nu bekend als de Tristichopteridae), de eerste bekend van het zuidelijk halfrond. Echter, de classificatie van Marsdenichthys binnen Tetrapodomorpha is vaak besproken en er is nog geen consensus over de exacte fylogenetische verwantschappen van het geslacht.

## Naamgeving
De typesoort Marsdenichthys longioccipitus werd in 1985 benoemd door John Long op basis van materiaal verzameld op Mount Howitt. De geslachtsnaam eert de geoloog Marcus Aldridge Hudson Marsden die de vindplaats ontdekte en verbindt diens naam met een Grieks ichthys, 'vis'.  De soortaanduiding betekent 'met een lang achterhoofd' in het Latijn, een verwijzing naar het lange wandbeenschild.
Het holotype is MVP160871, een schedel, bewaard als een natuurlijke mal van bovenzijde en onderzijde. Wat er nog aan bot over was, werd verwijderd door een zuurbad waarna er een rubberen afgietsel werd gemaakt. Toegewezen werd specimen AMF65494, de kop van een groter individu, in 1982 gevonden door Alex Ritchie.

## Beschrijving
Long schatte de totale lengte van het toegewezen exemplaar op achtenvijftig centimeter.
De schubben zijn rond en worden aan de voorzijde overlapt. Ze missen een bedekking door cosmine. Het fronto-ethmoïdale schild is kort. Het wandbeenschild is niet alleen lang maar ook breed. Het schedeldak omvat een extratemporale.

## Fylogenie
Toen het oorspronkelijk door Long (1985) werd beschreven als een tristichopteride, werd Marsdenichthys beschouwd als het meest basale lid van de familie, op basis van kenmerken als de aanwezigheid van extratemporale botten, de grootteverhouding tussen de pariëtalen en postparietalen en de aanwezigheid van afgeronde schubben met een interne middennaaf. Destijds werd gedacht dat deze toestand uniek was voor tristichopteriden, maar Long suggereerde dat Marsdenichthys als een gespecialiseerde osteolepidide zou kunnen worden beschouwd als later bleek dat de schubmorfologie aanwezig was bij leden van de familie. Van de Osteolepididae is nu bekend dat ze parafyletisch zijn, samen met de superorde Osteolepiformes, maar sindsdien zijn er verschillende niet-tristichopteride osteolepiformes gevonden met de schubmorfologie die voorheen alleen bij Marsdenichthys werd gezien. Deze omvatten de geslachten Medoevia, Canowindra en Rhizodopsis.
Op basis van schubversieringen werd Marsdenichthys door Long (1999) toegewezen aan de familie Rhizodopsidae. Echter, de enige fylogenetische analyses die Marsdenichthys omvatten, plaatsten het ofwel met Eusthenopteron in een clade binnen een monofyletische Osteolepiformes, een polytomie met Eusthenopteron basaal aan Megalichthys of een polytomie basaal aan Medoevia en Gogonasus. Het is mogelijk dat de classificatie van Marsdenichthys onopgelost blijft omdat er een gebrek is aan afgeleide kenmerken bij de onvolledige Mount Howitt-exemplaren. Holland et alii (2010) beschreven onlangs nieuwe exemplaren van Mount Howitt die voorheen onbekende afgeleide kenmerken bewaren, voornamelijk in de wang en het verhemelte. Echter, omdat Holland et alii (2010) geen fylogenetische analyse hebben gegeven met behulp van de nieuwe exemplaren, blijft de classificatie van Marsdenichthys onopgelost.